# Basilique Sant'Eustorgio
La basilique Sant'Eustorgio, est une basilique de Milan, en Italie. Elle fut pendant de nombreuses années un important centre de pèlerinage, sur les chemins de Rome et de Terre sainte, car abritant les reliques des trois rois mages.

## Historique
Vraisemblablement fondée au IVe siècle, elle est dédiée à l'archevêque Eustorge Ier de Milan qui serait à l'origine de la translation, en 344, des reliques des rois mages depuis Constantinople. Autre témoin de l'Antiquité du lieu : en 1764, lors de la démolition d'un ancien pilier, une tombe chrétienne fut découverte, comportant des pièces à l'effigie de l'empereur Constant Ier, fils de Constantin.
L'église fut par la suite reconstruite dans le style roman. Au XIIe siècle, lors du sac de Milan par Frédéric Barberousse, les reliques des mages furent emmenées à Cologne. Il fallut attendre les années 1900 pour que quelques reliques soient restituées, reposant aujourd'hui au sein de l'autel des rois mages, à proximité de leurs sarcophages. Le campanile  est par ailleurs surmonté d'une étoile en lieu et place de la traditionnelle croix.
À partir du XIIIe siècle, l'édifice constitua le principal siège des Dominicains à Milan, ce qui entraîna sa reconstruction.
C'est dans la basilique Sant'Eustorgio que fut installée en 1309 la première horloge publique.

## Description
La façade actuelle est une reconstruction du XIXe siècle.
L'édifice comprend une nef et deux collatéraux voûtés d'arêtes. Il ne reste de l'édifice roman qu'une partie de l'abside, sous laquelle ont été dégagés les restes de l'édifice paléochrétien.
La nef est flanquée au sud par une série de chapelles, commandées à partir du XIVe siècle par les grandes familles milanaises. La plus occidentale date du XVe siècle et abrite un sépulcre et un triptyque d'Ambrogio Bergognone. Les trois autres chapelles sont plus anciennes, et possèdent des fresques  et des tombes de certains membres de la famille des Visconti.
Le maître-autel est constitué d'un polyptyque du début du XVe siècle ; une œuvre similaire se trouve dans le transept droit, à proximité des sarcophages paléochrétiens des mages.
Le mobilier comporte également une Crucifixion, œuvre du XIIIe siècle réalisée par un artiste vénitien, et un Saint Ambroise défaisant Arius d'Ambrogio Figino (fin du XVIe siècle).
Derrière l'abside s'élève la Cappella Portinari, pièce maîtresse de l'église, réalisée en 1462-1468 et constituant l'un des exemples les plus célèbres de la Renaissance lombarde. Elle est ornée de fresques de Vincenzo Foppa et abrite un sépulcre en marbre de Giovanni di Balduccio, disciple, au XIVe siècle, de Giovanni Pisano.